# Jan Charvát (herec)
Jan Charvát (1905–?) byl český herec, režisér a úředník pojišťovny.

## Biografie
Narodil se pravděpodobně v Třebíči, kde se zároveň již v roce 1916 začal věnovat ochotnickému divadlu v Divadle Měšťanské besedy v Třebíči, po skončení první světové války začal působil v Ochotnické divadelní jednotě Vrchlický, kde následně začal divadelní hry i režírovat. Po roce 1921 se setkal v divadelní jednotě s herečkou Klemou Reisingerovou, kdy ta působila také jako režisérka a nadále spolupracovali. V roce 1930 přešel do divadelního spolku třebíčského Sokola, po roce 1930 se začal Jan Charvát věnovat divadelní režii. Následně se začal věnovat i edukativní divadelní činnosti, kdy přednášel jevištní řeč, maskování nebo jevištní techniku. Od roku 1934 se věnoval po úmrtí Klemy Reisingerové režii v divadelním spolku sám, stejně tak převzal vedení spolku. Do roku 1941, kdy byla práce spolku přerušena, v něm nadále působil. Od roku 1945 opět působil ve znovuobnoveném spolku Sokola. Po roku 1951 byla ukončena činnost divadelního spolku Sokola, kdy tak přešli herci i režiséři pod Divadelní studio Závodního klubu Ingstav, tam působil až do roku 1964, kdy byla ukončena činnost Divadelního studia.